# هیدی کورتز
هیدی کورتز (انگلیسی: Heidi Cortez؛ زاده ۱۱ مارس ۱۹۸۱) یک مانکن و بازیگر است.